# LA84 Foundation/John C. Argue Swim Stadium
Estadio aquatico Fundación LA84/John C. Argue Centro Acuático (originalmente el Estadio de Natación de Los Ángeles) es un centro acuático al aire libre que se construyó originalmente para los Juegos Olímpicos de 1932 en Los Ángeles, California. Ubicado el el parque Exposition Park junto al Coliseo de Los Angeles. El centro acuático acogió buceo, natación, waterpolo y el pentatlón de 1932.

## Historia
El centro acuático originalmente albergaba asientos para 10.000 personas, incluidas 5.000 en gradas de madera que fueron retirados después de los juegos. La piscina principal mide 165 pies cuadrados (50 m2) de largo por 64 pies (20 m) de ancho. Una segunda piscina para niños está junto la piscina principal. Las gradas permanentes en su punto superior tenían 15 pies (4,6 m) de altura repartidas sobre una longitud de 256 pies (78 m) y una anchura de 98 pies (30 m).
El centro fue renovado entre 2002 y 2003. Bentley Management Group fue contratado en 2006 para renovar e instalar los anillos olímpicos en el lado sur del centro acuático. Los mismos anillos que se utilizaron en los Juegos Olímpicos de 1984 que fueron encendidos por Rafer Johnson durante la ceremonia de apertura en el Coliseo en 1984.
El centro acuático fue renombrado en honor a la Fundación LA84 y por John C. Argue, un abogado con sede en Los Ángeles que sirvió como miembro clave de la candidatura para regresar los Juegos Olímpicos de 1984, a Los Angeles. Argue también se desempeñó como presidente de la junta directiva de la Universidad del Sur de California desde 2000 hasta su muerte en 2002.

## LA28
El estadio acuático está programado para ser sede de saltos durante los Juegos Olímpicos de 2028, con planes de agregar gradas temporales con capacidad para 5.000 asientos.